# Aderus funereus
Aderus Funereus é uma espécie de insecto [[Besouro|Coleoptera|coleóptero]] pertencente à família Aderidae. Foi descrita cientificamente por George Charles Champion em 1890.

## Distribuição geográfica
Habita na Guatemala.